# Apatosaurus louisae
Apatosaurus louisae ("Louises luriga ödla") var en art av dinosaurier som tillhörde släktet Apatosaurus, en stor diplodocid som levde för 154-140 miljoner år sedan under yngre delen av juraperioden (kimmeridgian- till tithonian-epokerna) i det som idag är Nordamerika. Den var ett av de största landlevande djur som någonsin funnit med runt 4,5 meter upp till höften, en längd på upp till 21 meter och en vikt på upp till 30-40 ton.

## Kroppsbyggnad
Apatosaurus louisae hade som andra diplodocider och apatosaurier lång hals och mycket lång svans som säkert fungerade utmärkt som piska för att skrämma bort angripare. Djuret kunde troligen också ställa sig på bakbenen för att på så sätt beta högt upp i de högsta träden, dit den annars inte kunde nå. Svansen hölls ovanför marken då den rörde på sig. Precis som många andra sauropoder hade Apatosaurus louisae bara en enda stor klo på var hand.

### Fynd
Apatosaurus louisae har hittats i Morrison-formationen i Utah, USA. Fynden består av två nästan fullständiga skelett, det ena utan kranium. Dessutom känner man till ett tredje, fragmentariskt skelett och isolerade delar av ekrementerna.

### Etymologi
Apatosaurus' namn betyder 'lurig ödla'. Den har fått detta namn på grund av att dess chevron-ben liknar de hos Mosasaurus. Delarna i namnet kommer från grekiskans ἀπατέλος eller ἀπατέλιος, som betyder 'lurig', och σαῦρος, som betyder 'ödla'. Arten är döpt efter Andrew Carnegies fru, Louise.